# Ballina
Ballina (en gaèlic irlandès Béal an Átha o "boca del gual") és una vila d'Irlanda, al comtat de Mayo, a la província de Connacht. Es troba als marges del riu Mou a la badia de Killala, vora la frontera amb el comtat de Sligo.

## Història
La resta arqueològica més antiga és el dolmen de Four Maols localitzat a Primrose Hill, vora l'actual estació de ferrocarril. Segons l'Enciclopèdia Britànica el primer assentament al territori data del 1375 quan s'hi construí un convent dels agustins. Ballina fou establida oficialment com a ciutat el 1723 per Lord Tyrawley, però el castell de Belleek no fou construït fins al 1831.

## Personatges il·lustres
- Mary Robinson

## Galeria d'imatges

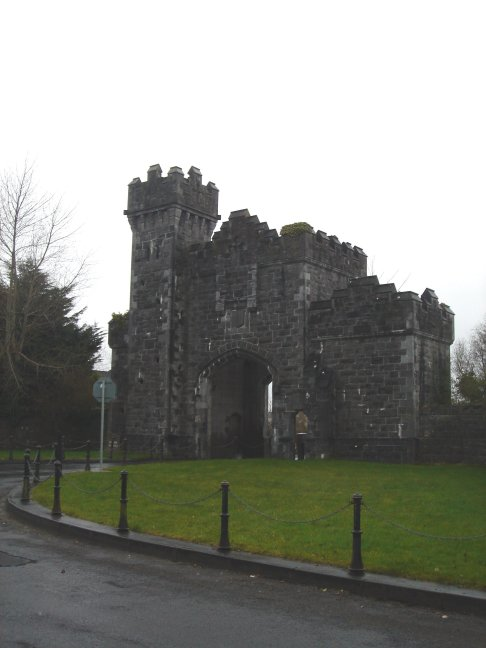
Gate House al parc Belleek Forest
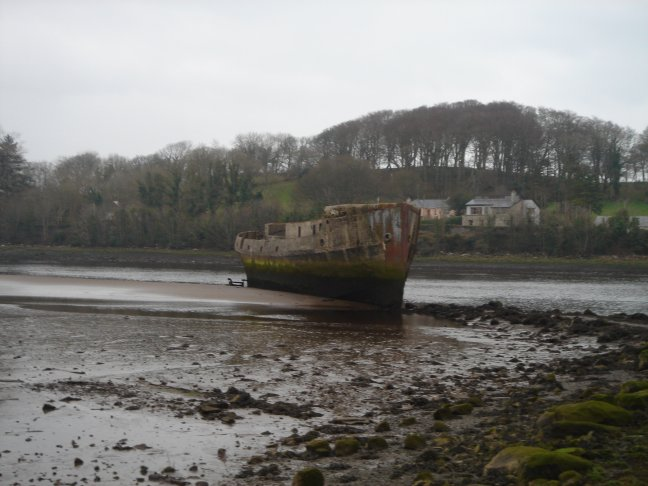
El 'SS Creteboom' al riu Moy.
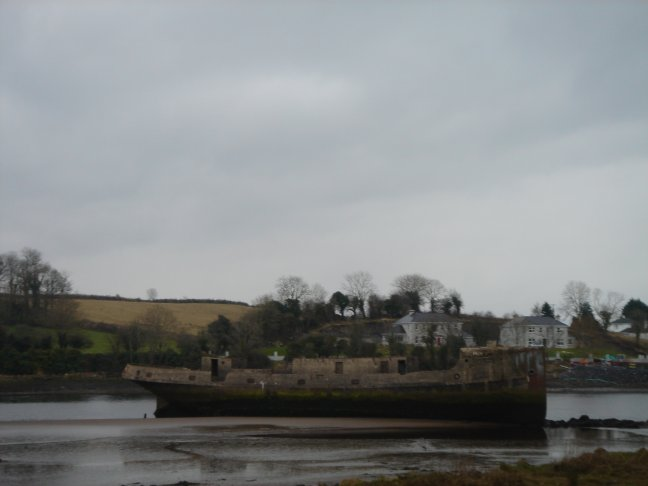
Vista del Creteboom.
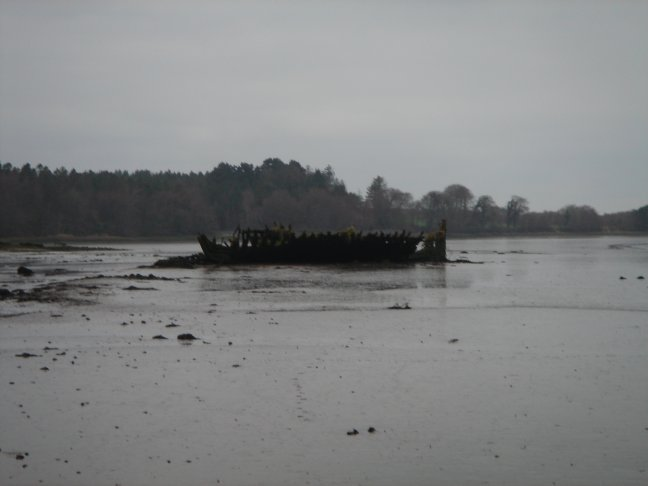
Folrette al riu Moy
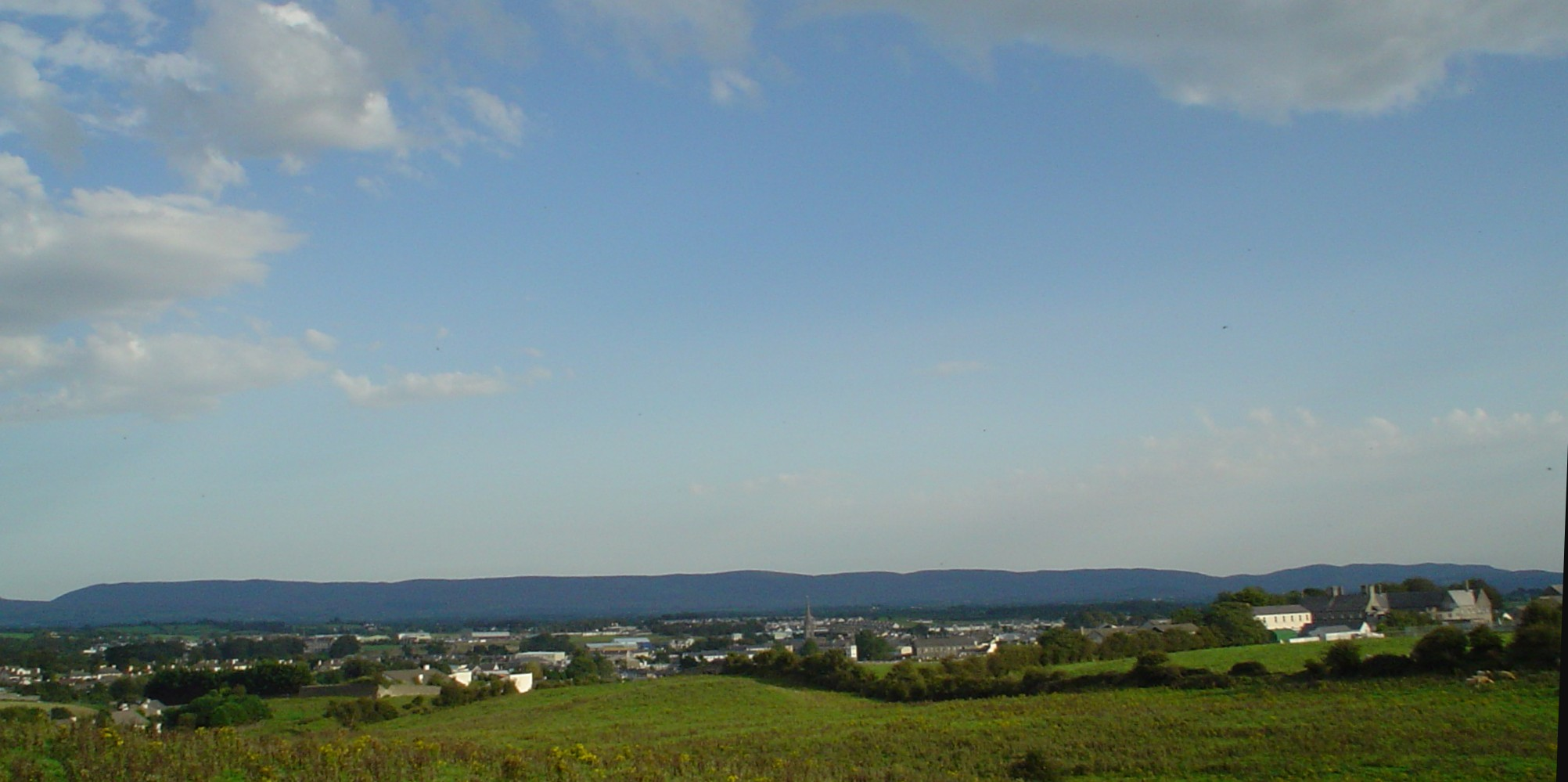
Vista des de Leigue.
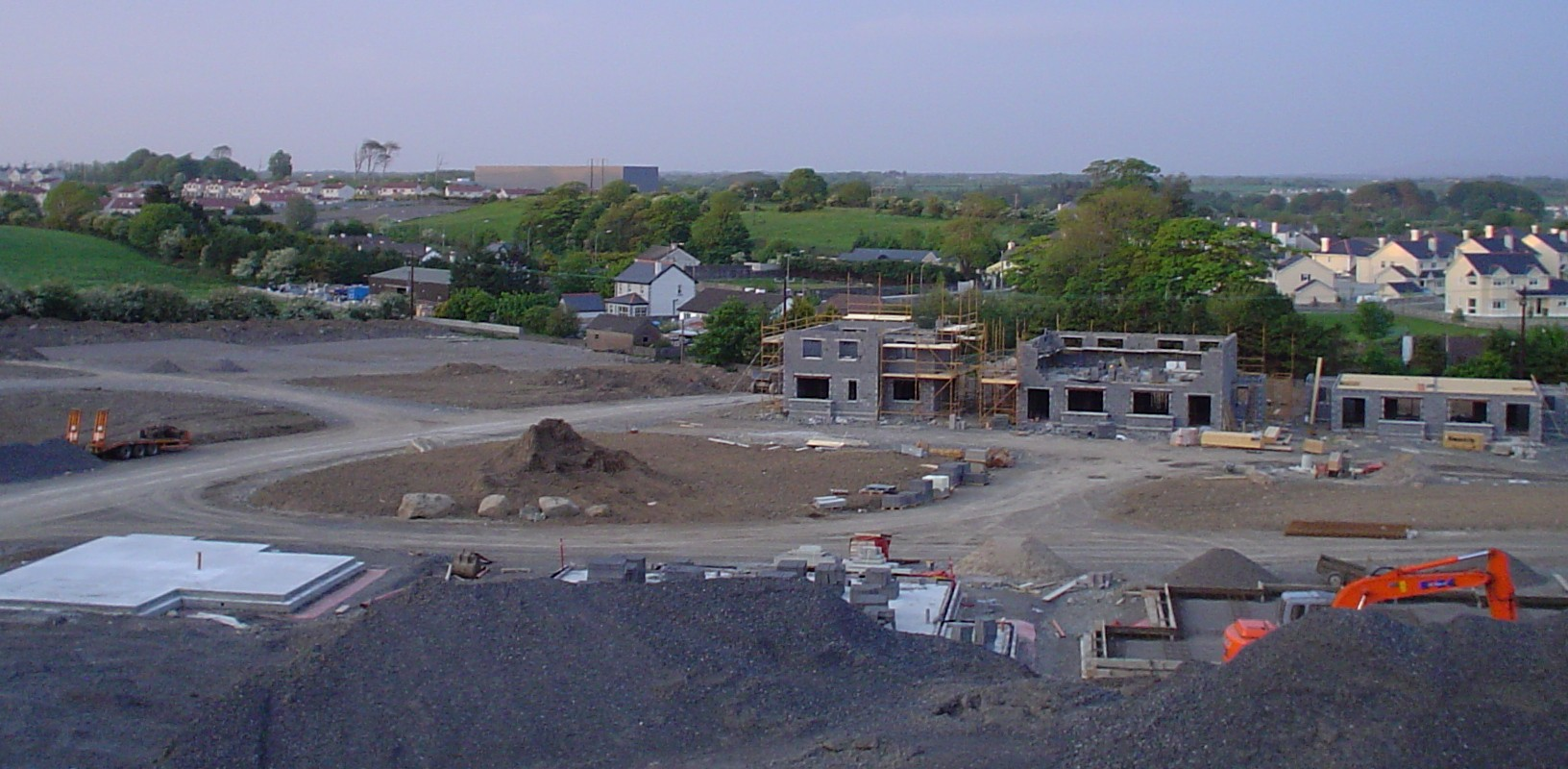
Vista de la casa Rockwell i la carretera de Killala.
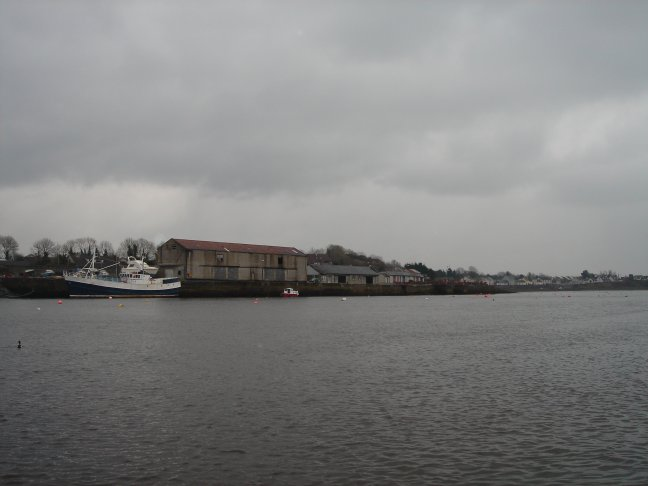
The Quay, a Crocketstown, Ballina.
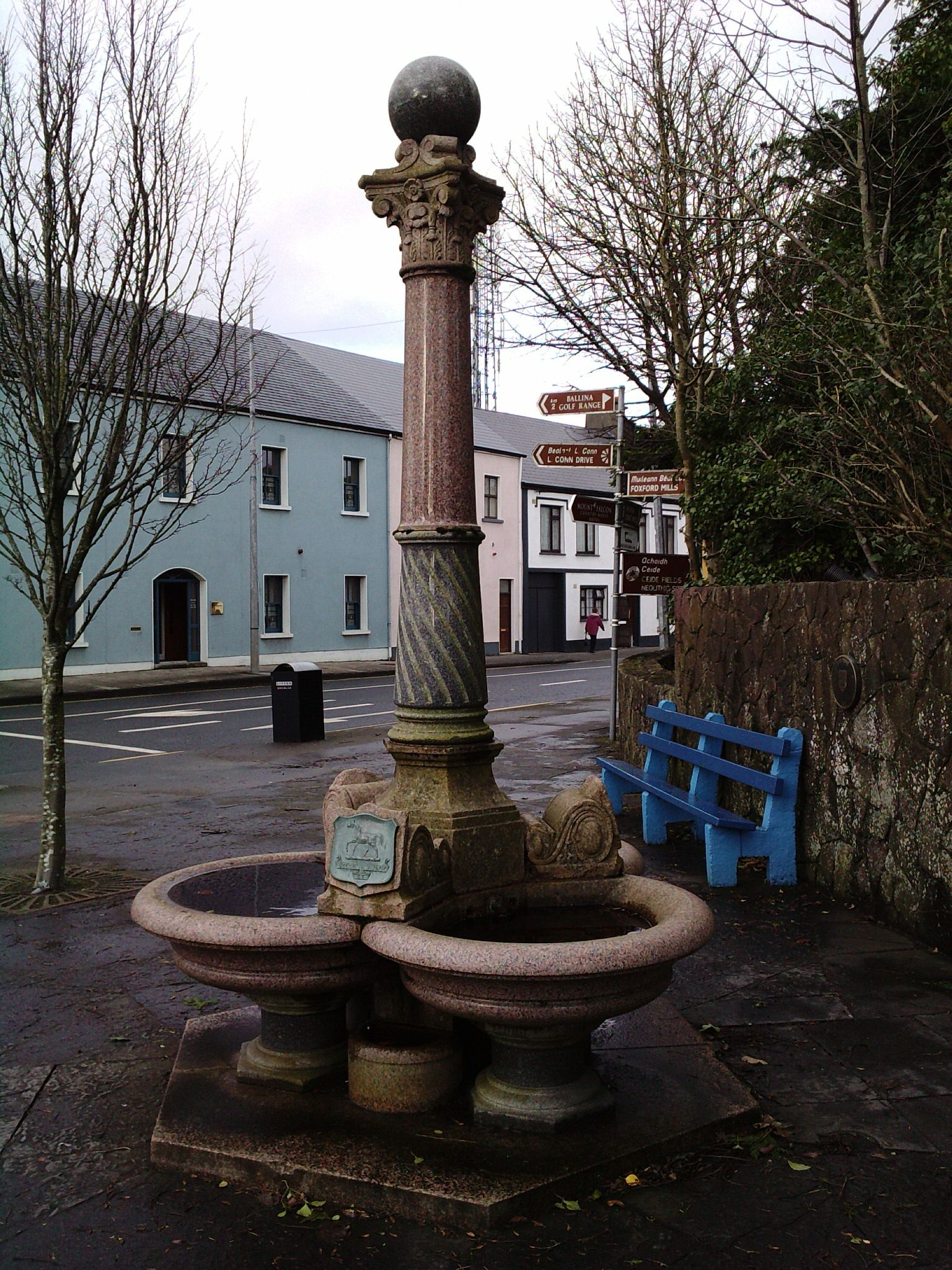
La Font, Teeling street, Ballina.
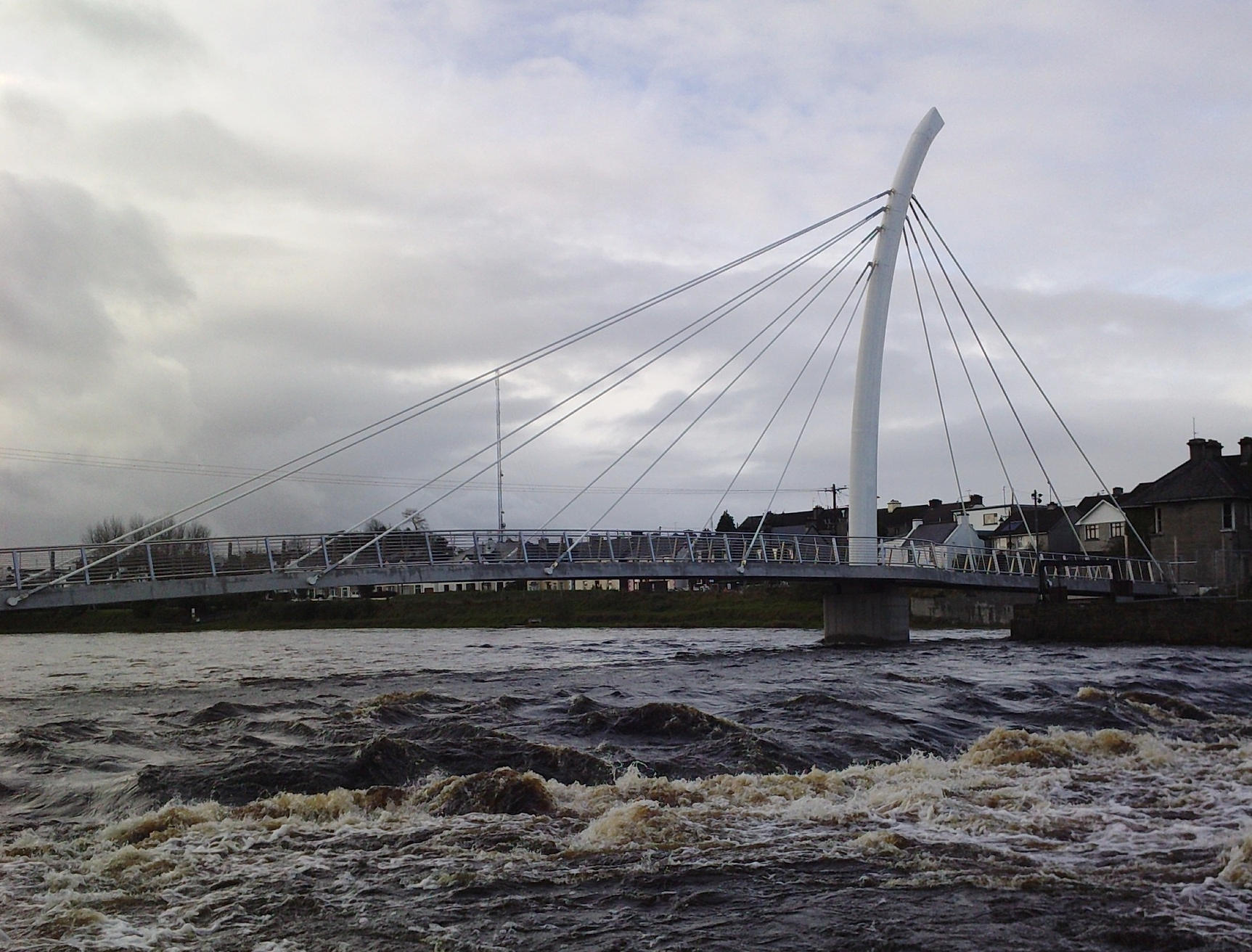
El pont de vianants sobre el riu Moy (Ridge Pool) a Ballina.
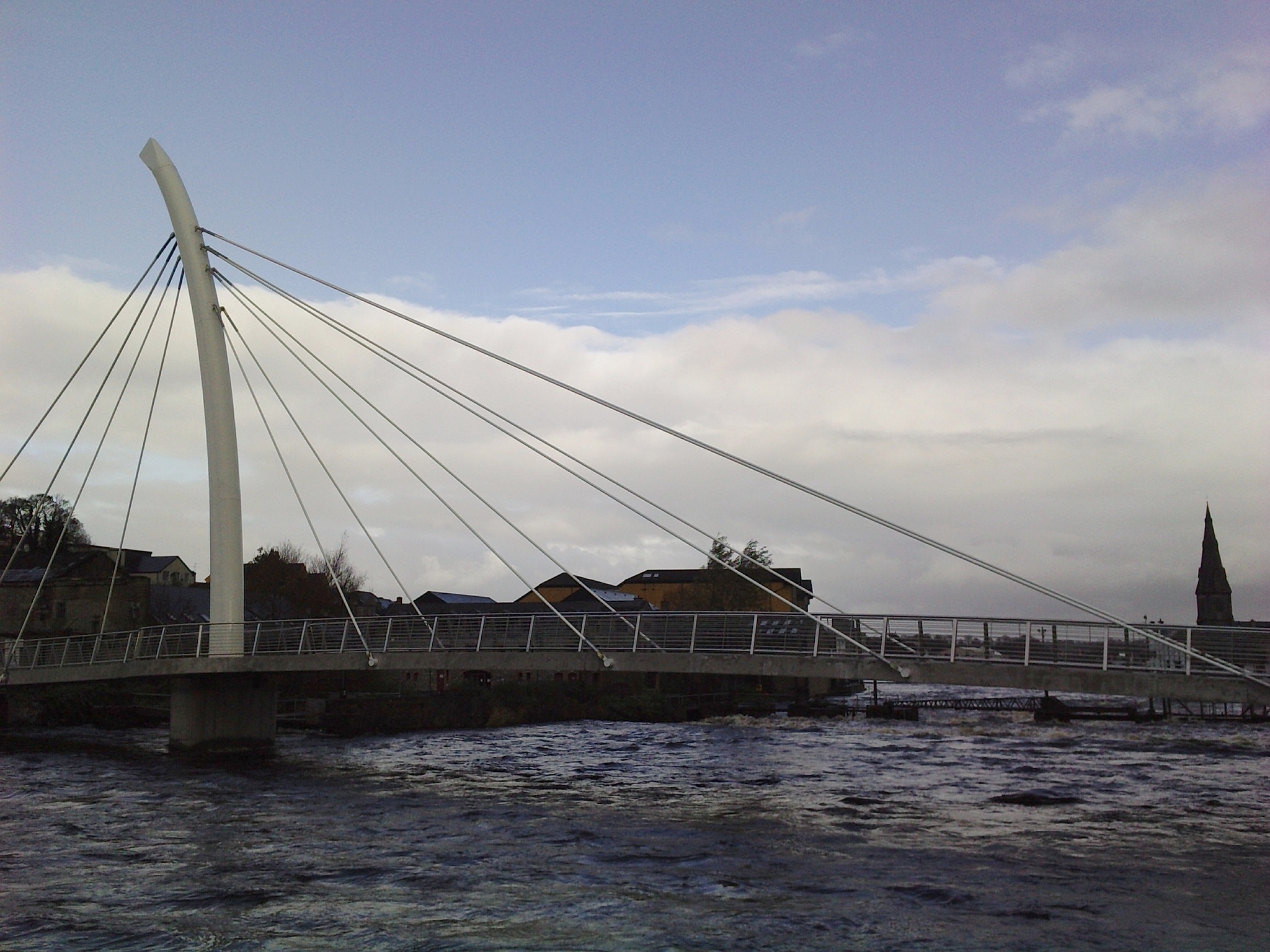
Pont de vianants sobre el riu Moy (Ridge Pool) a Ballina.

## Agermanaments
Craigavon, Irlanda del Nord
 Athis-Mons, Illa de França
 Pittsfield, Massachusetts
 Scranton, Pennsilvània
 Ballina, Nova Gal·les del Sud, Austràlia